# Apeira
Genre
Apeira est un genre de lépidoptères (papillons) de la famille des géométridés.

## Espèce rencontrée en Europe
- Apeira syringaria (Linnaeus, 1758) - Ennomos du lilas

## Espèces hors Europe
Voir (fr + en) EOL : Apeira